# Яак и робот
«Яа́к и ро́бот» (эст. Jaak ja robot) — советский кукольный мультфильм 1965 года, созданный режиссёром Хейно Парсом на студии «Таллинфильм».

## Сюжет
Мальчик по имени Яак изобрёл робота, который делает за него всю работу. Яак уже так разленился, что робот ему и одежду чистит, и тело моет, и в школу за него ходит. Разозлился робот, наказал Яака и теперь Яак понимает, что всё надо делать самостоятельно.

## Создатели
- Автор сценария: Эно Рауд
- Режиссер: Хейно Парс
- Оператор: Антс Лооман
- Художник: Георгий Щукин
- Аниматоры: Евгения Леволль, Ардо Крастин
- Композитор: Яан Коха
- Звукооператор: Герман Вахтель
- Куклы и декорации изготовили: Георгий Щукин, Пеэтер Кюннапу, Ильмар Тамре, Хилле Мянник, Вийу Валдин, Эднель Кауп, Я. Рози

## Съёмочный процесс
- Литературный сценарий «Яак и его робот» завершён: 10 сентября 1963 г.
- Варианты I и II сценария «Яак и робот» завершены: 31 декабря 1963 г. и 10 мая 1964 г.
- Период подготовки фильма: 10 декабря 1964 г. — 15 февраля 1965 г.
- Монтаж: 22 апреля — 13 мая 1965 г.
- Сдача фильма: 13 мая 1965 г.
- Бюджет: 25 515 сов. руб.[1]